# Rose Hall (Jamaica)
El Rose Hall es una mansión de estilo georgiano en Montego Bay, Jamaica, famosa por la leyenda de la "Bruja Blanca de Rose Hall".
Rose Hall es ampliamente considerada como una casa visualmente impresionante y la más famosa de Jamaica. Se trata de una mansión de estilo georgiano con una base de piedra y una planta superior, ubicada en lo alto de la colina, con una vista panorámica sobre la costa. 
Fue construida en la década de 1770 a un costo de alrededor de £ 30.000 y, posteriormente, pasó a ser propiedad de John Palmer.
Rose Hall fue restaurador en la década de 1960 a su antiguo esplendor, con pisos de caoba, ventanas y puertas interiores, paneles y techos de madera. Está decorada con papel de seda impreso con palmas y pájaros, adornada con candelabros y amueblada con antigüedades en su mayoría europeos. 